# Plantilla 2011-2012 de la secció d'handbol del Futbol Club Barcelona
La temporada 2010-2011, la plantilla del primer equip d'handbol del Futbol Club Barcelona era formada pels següents jugadors:
| N. | Jugador              | Jugador               | Data de naix. (Edat)   | Alç.   | Pes    | Posició          | Temp. |
| 1  | Suècia               | Johan Sjöstrand       | 26 de febrer de 1987   | 195 cm | 93 kg  | Porter           | 1     |
| 3  | Dinamarca            | Jesper Nøddesbo       | 23 d'octubre de 1980   | 199 cm | 93 kg  | Pivot            | 4     |
| 6  | Espanya              | Juanín García         | 28 d'agost de 1977     | 176 cm | 78 kg  | Extrem esquerre  | 6     |
| 8  | Catalunya            | Víctor Tomàs          | 15 de febrer de 1985   | 178 cm | 85 kg  | Extrem dret      | 9     |
| 9  | Espanya              | Raúl Entrerríos       | 12 de febrer de 1981   | 195 cm | 89 kg  | Central          | 1     |
| 10 | França               | Cedric Sorhaindo      | 7 de juny de 1984      | 193 cm | 100 kg | Pivot            | 1     |
| 11 | Espanya              | Dani Sarmiento        | 25 d'agost de 1983     | 186 cm | 76 kg  | Central          | 2     |
| 12 | Bòsnia i Hercegovina | Danjel Šarić          | 27 de juny de 1977     | 192 cm | 93 kg  | Porter           | 2     |
| 15 | Catalunya            | Cristian Ugalde       | 19 d'octubre de 1987   | 184 cm | 76 kg  | Extrem esquerre  | 5     |
| 19 | Hongria              | Laszlo Nágy           | 3 de març de 1981      | 208 cm | 110 kg | Lateral dret     | 11    |
| 20 | Suècia               | Magnus Jernemyr       | 18 de juliol de 1976   | 200 cm | 113 kg | Pivot            | 3     |
| 21 | País Basc            | Mikel Aguirrezabalaga | 8 d'abril de 1984      | 194 cm | 91 kg  | Lateral esquerre | 1     |
| 22 | Belarús · Espanya    | Siarhei Rutenka       | 29 d'agost de 1981     | 198 cm | 100 kg | Central          | 2     |
| 26 | Catalunya            | Albert Rocas          | 16 de juny de 1982     | 188 cm | 84 kg  | Extrem dret      | 4     |
| 27 | Catalunya            | Viran Morros          | 15 de desembre de 1983 | 199 cm | 95 kg  | Lateral esquerre | 1     |
| 29 | Xile                 | Marco Oneto           | 3 de juny de 1982      | 204 cm | 117 kg | Pivot            | 3     |
| 35 | Rússia               | Konstantín Igropulo   | 14 d'abril de 1985     | 194 cm | 96 kg  | Lateral dret     | 2     |

- Entrenador: Xavi Pascual.